# Šaban Trstena
Šaban Trstena (Шабан Трстена * 1. ledna 1965 Skopje, Jugoslávie) je bývalý jugoslávský, později severomakedonský zápasník, volnostylař. V roce 1984 vybojoval na olympijských hrách v Los Angeles zlatou medaili v kategorii do 52 kg a v roce 1988 na hrách v Soulu stříbro ve stejné kategorii. V roce 1996 na hrách v Atlantě vybojoval, již jako reprezentant Makedonie, páté místo v kategorii do 57 kg.
Ze tří startů na mistrovství světa se nejlépe umístil v roce 1982, kdy vybojoval bronzovou medaili. V roce 1983 obsadil čtrnácté a v roce 1987 deváté místo. Dvakrát, v roce 1984 a 1990, vybojoval titul mistra Evropy. V letech 1983, 1985 a 1986 vybojoval stříbro a v letech 1982 a 1987 bronz. V roce 1978 obsadil sedmé a v roce 1997 sedmnácté místo.
V roce 1984 byl vyhlášen nejlepším atletem Jugoslávie a v roce 2000 nejlepším Albánským atletem století.